# Liêu Thành
Liêu Thành (tiếng Trung: 聊城; bính âm: Liáochéng), cũng gọi là Thành phố Nước, là một địa cấp thị ở tỉnh Sơn Đông, Trung Quốc. Liêu Thành giáp tỉnh lỵ Tế Nam về phía Đông Nam, Đức Châu về phía Đông Bắc, Thái An về phía Nam và tỉnh Hà Bắc và tỉnh Hà Nam về phía Tây. Đại Vận Hà chảy qua trung tâm thành phố.

## Hành chính
Địa cấp thị Liêu Thành quản lý 8 đơn vị cấp huyện, bao gồm 2 quận nội thành, 1 thành phố cấp huyện và 5 huyện.
- Khu Đông Xướng Phủ (东昌府区)
- Khu Trì Bình (茌平区)
- Thành phố cấp huyện Lâm Thanh (临清市)
- Huyện Dương Cốc (阳谷县)
- Huyện Đông A (东阿县)
- Huyện Cao Đường (高唐县)
- Huyện Quán (冠县)
- Huyện Sân / Tân (莘县)

Các đơn vị này lại được chia ra thành 134 đơn vị cấp hương.

## Giáo dục
- Đại học Liêu Thành (聊城大学)

## Thành phố kết nghĩa
Liêu Thànnh có các thành phố kết nghĩa sau:
- Uiryeong County, Hàn Quốc (từ 7 tháng 6 năm 2001)
- Blacktown, Australia (14 tháng 10 năm 2003)
- Gwangmyeong, Hàn Quốc (3 tháng 5 năm 2005)